# Black Belt Jones
Black Belt Jones é um filme estadunidense de 1974, do gênero de artes marciais, pertencente ao estilo conhecido como blaxploitation, dirigido por Robert Clouse. O diretor Clouse dirigiu Enter the Dragon em 1973.

## Elenco
- Jim Kelly como Black Belt Jones
- Gloria Hendry como Sydney
- Scatman Crothers como Pop
- Eric Laneuville como Quincy
- Alan Weeks como Toppy
- Andre Philippe como Don Stefano
- Vincent Barbi como Big Tuna
- Mel Novak como Blue Eyes
- Malik Carter como Pinky
- Eddie Smith como Oscar